# Topfstedt
Topfstedt település Németországban, azon belül Türingiában. Lakosainak száma 554 fő (2023. december 31.).

## Népesség
A település népességének változása:
| Lakosok száma | 565  | 561  | 563  | 553  | 554  |
|               | 2017 | 2019 | 2021 | 2022 | 2023 |